# Demi Lovato: Dancing with the Devil
Demi Lovato: Dancing with the Devil es una miniserie documental sobre la vida de Demi Lovato, que cubre una variedad de temas, incluida su sobredosis casi fatal de 2018. Contó con cuatro episodios lanzados entre el 23 de marzo y el 6 de abril de 2021 en YouTube.
Formó parte de la promoción del séptimo álbum de estudio de Lovato, titulado Dancing with the Devil... the Art of Starting Over. Además, utiliza el sencillo homónimo como tema principal del documental.

## Elenco
- Demi Lovato
- Dianna De La Garza, madre
- Eddie De La Garza, padrastro
- Madison De La Garza, hermana
- Dallas Lovato, hermana
- Matthew Scott Montgomery, mejor amigo
- Sirah, mejor amiga
- Jordan Jackson, ex asistente
- Scooter Braun, mánager
- Max Lea, jefe de seguridad y personal
- Dani Vitale, ex coreógrafo y director creativo
- Glenn Nordlinger, gerente de negocios
- Charles Cook, administrador de casos
- Dr. Shouri Lahiri, neurólogo
- Elton John
- Christina Aguilera
- Will Ferrell

## Antecedentes y lanzamiento
La serie fue anunciada en junio de 2020 durante la pandemia por COVID-19, además de confirmarse a Michael D. Ratner en el rol de director. Es una continuación del documental de 2017 de Lovato, titulado Demi Lovato: Simply Complicated. En enero de 2021, Lovato compartió el título del nuevo documental vía redes sociales, explicando que tenía «que dejar las cosas claras», que tenía «mucho para decir» y que sintió que era «la forma correcta de hacerlo». También compartió su deseo de ayudar a otros que están lidiando con luchas similares y ser responsables de seguir adelante, algo que encontró útil durante los seis años de sobriedad que tuvo antes de 2018. Lovato también dijo que experimentó un tremendo «crecimiento» durante su experiencia y que tenía «ansias por compartir eso con los demás».
Antes del lanzamiento de la serie, Lovato confirmó que no todos los temas girarán en torno a su abuso de sustancias, y que el documental va más allá de su recaída y recuperación, a los traumas del pasado de los que nunca hablaron, así como a la industria de la música.
El documental debutó en la noche de apertura en el Festival de Cine South by Southwest (SXSW) el 16 de marzo. Finalmente, los primeros dos episodios del documental fueron lanzados en Youtube el 23 de marzo de 2021, y los dos últimos el 30 de marzo y 6 de abril respectivamente. De manera similar a su anterior documental, éste contiene entrevistas con amigos y familiares contando su punto de vista sobre la sobredosis de Lovato. Además, Elton John, Christina Aguilera y Will Ferrell tuvieron una participación especial.

## Episodios
| N.º | Título                | Dirigido por   | Fecha de emisión original |
| --- | --------------------- | -------------- | ------------------------- |
| 1   | «Losing Control»      | Michael Ratner | 23 de marzo de 2021       |
| 2   | «5 Minutes for Death» | Michael Ratner | 23 de marzo de 2021       |
| 3   | «Reclaiming Power»    | Michael Ratner | 30 de marzo de 2021       |
| 4   | «Rebirthing»          | Michael Ratner | 6 de abril de 2021        |